# خضرگوران علیا
خضرگوران علیا یکی از روستاهای استان آذربایجان شرقی است که در دهستان چاراویماق جنوب شرقی بخش شادیان شهرستان چاراویماق واقع شده‌است.این روستا ۴۷ نفر جمعیت دارد.